# Franck Ducheix
Franck Ducheix   (Hassi Mefsoukh, 11 d'abril de 1962) és un tirador d'esgrima francès, ja retirat, especialista en sabre, que va competir durant les dècades de 1980 i 1990.
El 1984 va prendre part en els Jocs Olímpics d'Estiu de Los Angeles, on guanyà la medalla de plata en la competició de sabre per equips del programa d'esgrima. Quatre anys més tard, als Jocs de Seül, fou quart en la mateixa prova. El 1992, als Jocs de Barcelona, disputà dues proves del programa d'esgrima. Guanyà la medalla de bronze en la prova del sabre per equips, mentre en la prova de sabre individual fou divuitè. El 1996, als Jocs d'Atlanta, tornà a disputar dues proves del programa d'esgrima. Fou cinquè en la prova del sabre per equips i tretzè en la de sabre individual.
En el seu palmarès també destaquen una medalla de bronze al Campionat del Món d'esgrima de 1989 i una medalla de plata als Jocs del Mediterrani de 1993.